# Jardel Jércolis
Jardel Jércolis, nome artístico de Jardel Gonzaga de Boscoli (Rio de Janeiro, 13 de outubro de 1894 — Cruz Alta, 10 de agosto de 1944), foi um empresário, dramaturgo, diretor de teatro, ator, escritor, diretor, produtor e roteirista brasileiro. Era pai do ator Jardel Filho
Membro da família Boscoli, era irmão do teatrólogo Geysa Bôscoli e tio de Heber de Bôscoli, bem como primo de Ronaldo Bôscoli. Sua mãe, Cordélia Gonzada, era sobrinha por parte paterna de Chiquinha Gonzaga  era tio de Ronaldo Bôscoli e avô de Tânia Boscoli.
Jardel Jércolis morreu de um infato fulminante a bordo do trem internacional Buenos Aires-São Paulo quando este passava pelo município de Cruz Alta no Rio Grande do Sul.

## Teatro
Jércolis produziu os seguintes espetáculos teatrais:
- Bric-à-Brac (1926)
- Canja de Peru (1932)
- Banana Real (1932)
- Angu de Caroço (1932)
- País do Contra (1933)
- Pra Mim Chega! (1933)
- Traz a Nota (1933)
- Ondas Curtas (1934)
- Ensaio Geral (1934)
- Alô... Alô... Rio? (6/4/1934)
- Gol (31/5/1935)
- Rio Follies (2/8/1935)
- Maravilhosa (15/10/1936)
- No Tabuleiro da Baiana (1937)
- Filhas de Eva (1941)
- Do que Elas Gostam (1941)